# Tim Harford
Tim Harford (Kent, 27 settembre 1973) è un economista, giornalista e divulgatore scientifico britannico noto soprattutto per libri e articoli di divulgazione in economia.

## Biografia
Harford ha studiato alla Grammar School di Aylesbury e poi al Brasenose College dell'Università di Oxford, ottenendo dapprima un Bachelor of Arts in Philosophy, Politics and Economics (PPE) e successivamente, nel 1998, un Master of Philosophy in Economia . È entrato al Financial Times nel 2003; nell'aprile del 2006 è divenuto editorialista di economia e membro del comitato editoriale del giornale. Da due sue rubriche di successo sul Financial Times, "The Undercover Economist" e "Since You Asked", sono stati tratti alcuni libri di successo tradotti anche in lingua italiana. Dall'ottobre 2007 Harford conduce una rubrica radiofonica sulla Radio 4 della BBC intitolata "More or Less". È inoltre visiting fellow presso il Nuffield College di Oxford.

## Opere
- (con Michael Klein) The market for aid, Washington: International finance corporation, 2005, ISBN 0821362283
- The Undercover Economist: Exposing Why the Rich are Rich, the Poor are Poor --and Why You can Never Buy a Decent Used Car!. Little, Brown Book Group, 2005, ISBN 0-349-11985-6; traduzione in lingua italiana di Lucio Trevisan e Andrea Zucchetti, L'economista mascherato: l'insospettabile logica che fa muovere i soldi, Milano: BUR, 2006, ISBN 978-88-17-01646-9
- The logic of life: uncovering the new economics of everything, London: Little-Brown, 2008, ISBN 9780316027564; traduzione di Francesco Casolo, La logica nascosta della vita, Milano: Sperling & Kupfer, 2010, ISBN 978-88-200-4933-1
- Adapt: why success always starts with failure, London: Little, Brown Book, 2011, ISBN 9781408701539; traduzione di Francesco Casolo, Elogio dell'errore: perché i grandi successi iniziano sempre da un fallimento, Milano: Sperling & Kupfer, 2011, ISBN 978-88-200-5120-4